# Orhan Mustafi
Orhan Mustafi (* 4. April 1990 in Kumanovo, SFR Jugoslawien) ist ein nordmazedonisch-schweizerischer Fussballspieler.

## Verein
Der Stürmer spielte Anfang 2008 ein halbes Jahr bei den Profis des FC Zürich, ehe er zur Saison 2008/09 zum FC Basel wechselte. Sein Vertrag wäre bis zum 30. Juni 2012 gelaufen. In seinem ersten Ligaspiel schoss Mustafi gleich zwei Tore für Basel. Für die Saison 2009/10 wurde er an den FC Aarau ausgeliehen. Zur Saison 2010/11 wechselte er für ein Jahr auf Leihbasis zum deutschen Zweitligisten Arminia Bielefeld. Am 23. Juni wechselte der Offensivspieler definitiv vom FC Basel 1893 zum Grasshopper Club Zürich. Sein Vertrag bei GC lief bis zum 30. Juni 2014 anschliessend wurde er nicht mehr verlängert. In dieser Zeit wurde er insgesamt dreimal verliehen. Von Oktober 2014 bis Juni 2016 spielte er beim FC Le Mont-sur-Lausanne in der Challenge League. Im November 2016 wechselte er bis zum Ende der Saison 2016/17 nach Hongkong zum Kitchee SC, wo er jedoch zu lediglich zwei Liga- und einem Pokaleinsatz kam. Trotzdem gewann er dadurch die Meisterschaft und den nationalen Pokal. Zur Saison 2017/18 unterzeichnete er einen Einjahresvertrag beim FC Rapperswil-Jona, der nach Ablauf nicht mehr verlängert wurde. Anschliessend war er ein halbes Jahr ohne Verein und ging dann bis Saisonende zum Zweitligisten SC YF Juventus Zürich. Ab Sommer 2019 spielte er für den Amateurverein FC Hakoah Zürich in der Fünftklassigkeit. Bereits in seinem ersten Jahr gelang Mustafi dort der Aufstieg in die 4. Liga. Seit 2023 spielt er für den Zürcher Amateurverein FC Oetwil-Geroldswil in der 2. Liga.

## Nationalmannschaft
Zwischen 2008 und 2010 spielte er insgesamt 14 Mal für diverse Nachwuchsmannschaften der Schweiz und erzielte dabei fünf Treffer.

## Erfolge
- Schweizer Meister: 2010
- Schweizer Pokalsieger: 2010, 2013
- Hongkonger Meister: 2017
- Hongkonger Pokalsieger: 2017